# Bratenahl

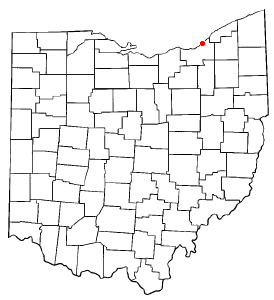
Bratenahl na planie stanu Ohio

Bratenahl – wieś w USA, w stanie Ohio, w hrabstwie Cuyahoga.
Liczba mieszkańców w 2010 roku wynosiła 1 197, a w roku 2012 wynosiła 1 184.